# Liparis puncticulata
Liparis puncticulata är en orkidéart som beskrevs av Henry Nicholas Ridley. Liparis puncticulata ingår i släktet gulyxnen, och familjen orkidéer. Inga underarter finns listade i Catalogue of Life.